# 멘탈리즘

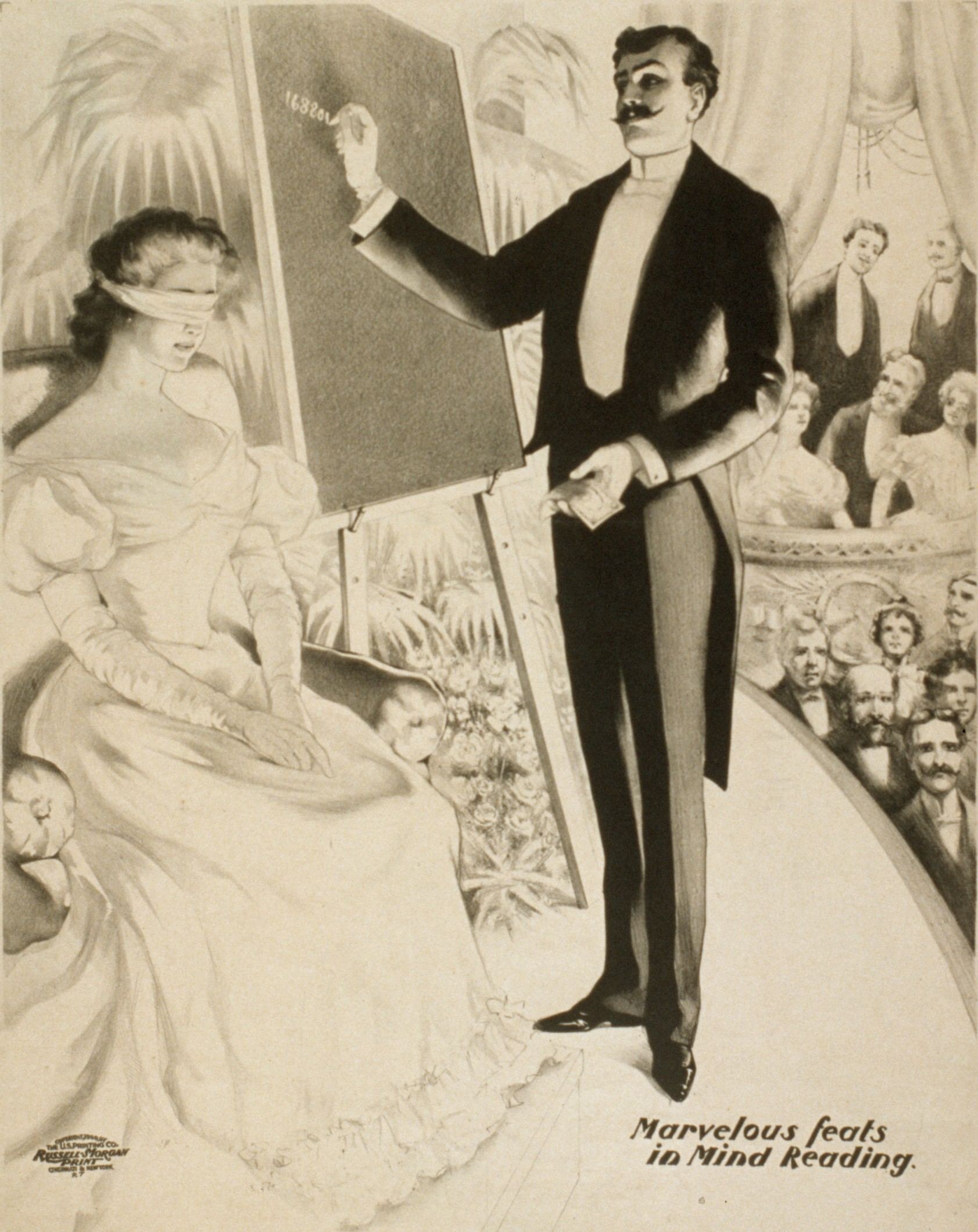
독심술 공연을 위한 연극 포스터, 1900

멘탈리즘(mentalism)은 멘탈리스트로 알려진 수행자들이 고도로 발달된 정신적 또는 직관적 능력을 보여주는 공연 예술이다. 공연에는 최면, 텔레파시, 투시, 점술, 예지, 염력, 영매술, 마인드 컨트롤, 기억력, 추론 및 빠른 수학이 포함되는 것으로 나타날 수 있다. 멘탈리스트는 심령적 또는 초자연적 힘을 사용하는 것처럼 보이지만 실제로는 "일반적인 요술 수단", 인간의 타고난 능력(예: 신체 언어 읽기, 세련된 직관, 잠재의식적 의사소통, 감성 지능), 인간 심리학이나 기타 행동 과학의 핵심 원리에 대한 심층적인 이해를 통해 달성되는 특수 효과를 포함하는 연극 행위를 수행한다.
멘탈리즘은 일반적으로 마술의 하위 범주로 분류되며, 무대 마술사가 수행하는 경우 정신 마술이라고도 할 수 있다. 그러나 오늘날 많은 전문 멘탈리스트는 일반적으로 자신을 마술사와 구별하여 자신의 예술 형식이 독특한 기술을 활용한다고 주장한다. 멘탈리스트들은 "마법"을 행하는 대신 정신과 상상을 위한 심리적 경험을 생산하고 심리학, 암시, 영향력에 대한 탐구를 통해 현실을 확장한다고 주장한다. 멘탈리스트는 종종 심령술사로 간주되지만, 해당 범주에는 심령술사 독자 및 기괴주의자와 같은 비멘탈주의자 공연자도 포함된다.
펜 앤 텔러(Penn & Teller), 제임스 랜디(James Randi)와 같은 일부 유명한 마술사들은 멘탈리스트와 실제 심령술사라고 주장하는 사람 사이의 주요 차이점은 전자가 자신의 업적을 달성하는 숙련된 예술가 또는 연예인이 되는 것에 대해 개방적이라는 점이라고 주장한다. 연습, 연구 및 자연적 수단을 통해 후자는 실제로 진정한 초자연적, 심령적 또는 초감각적 힘을 소유한다고 주장하여 비윤리적으로 작동할 수 있다.
사기 매체의 허위 사실을 폭로하기 위해 노력한 유명한 멘탈리스트인 조셉 더닝거(Joseph Dunninger)는 자신의 인상적인 능력을 다음과 같은 방식으로 설명하면서 이러한 핵심 감정을 포착했다. "40년의 경험을 바탕으로 열 살짜리 어린이라면 누구나 이것을 할 수 있다." 다른 공연 예술과 마찬가지로 멘탈리즘도 훌륭하고 완벽하게 공연하려면 수년간의 헌신, 광범위한 연구, 연습 및 기술이 필요하다.
21세기의 저명한 지수로는 리오르 수차드, 맥스 메이븐, 게리 맥캠브리지 등이 있다.

## 같이 보기
- 콜드 리딩
- 과학적 회의주의
- 멘탈리스트 (드라마)
- 근육 기억